# Ceratozetes undulatus
Ceratozetes undulatus är en kvalsterart som beskrevs av Hammer 1958. Ceratozetes undulatus ingår i släktet Ceratozetes och familjen Ceratozetidae. Inga underarter finns listade i Catalogue of Life.